# بحيرة قوسية

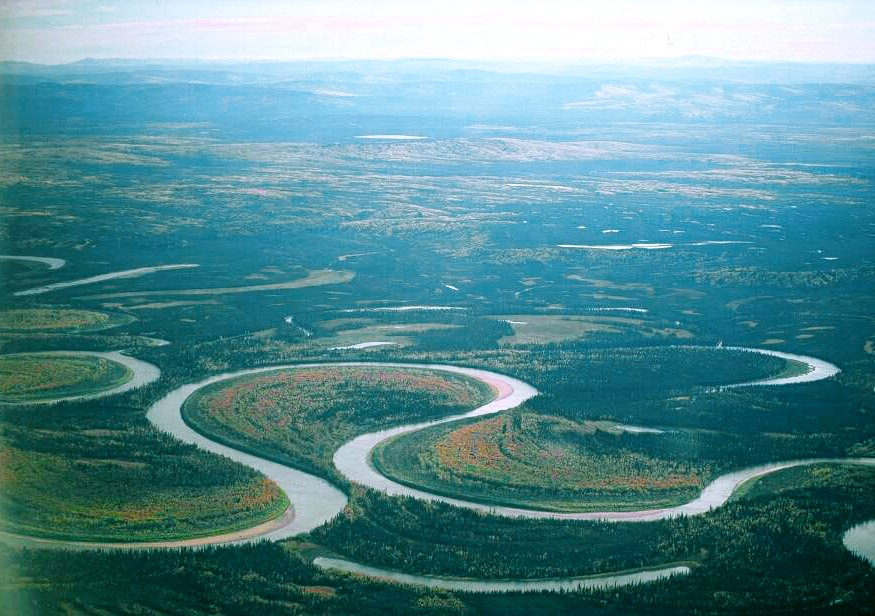
تُظهر هذه الصورة لنهر نوفيتنا في ألاسكا بحيرتين من نوع قوس قزح - واحدة قصيرة في أسفل الصورة وأخرى أطول وأكثر انحناءً في منتصف اليمين. تُظهر الصورة أيضًا أن صراة ثالثة ربما تكون في طور التكوين: البرزخ أو الضفة في وسط التعرج الأكثر بروزًا ضيقة جدًا - أضيق كثيرًا من عرض النهر في النهاية، يميل قسمان من النهر على جانبي البرزخ مثل هذا إلى الاختراق وإنشاء مسار جديد أكثر استقامة؛ ثم تبدأ ضفة نهر جديدة في التراكم، مما يؤدي إلى سد التعرج وترك بحيرة قوس قزح أخرى.

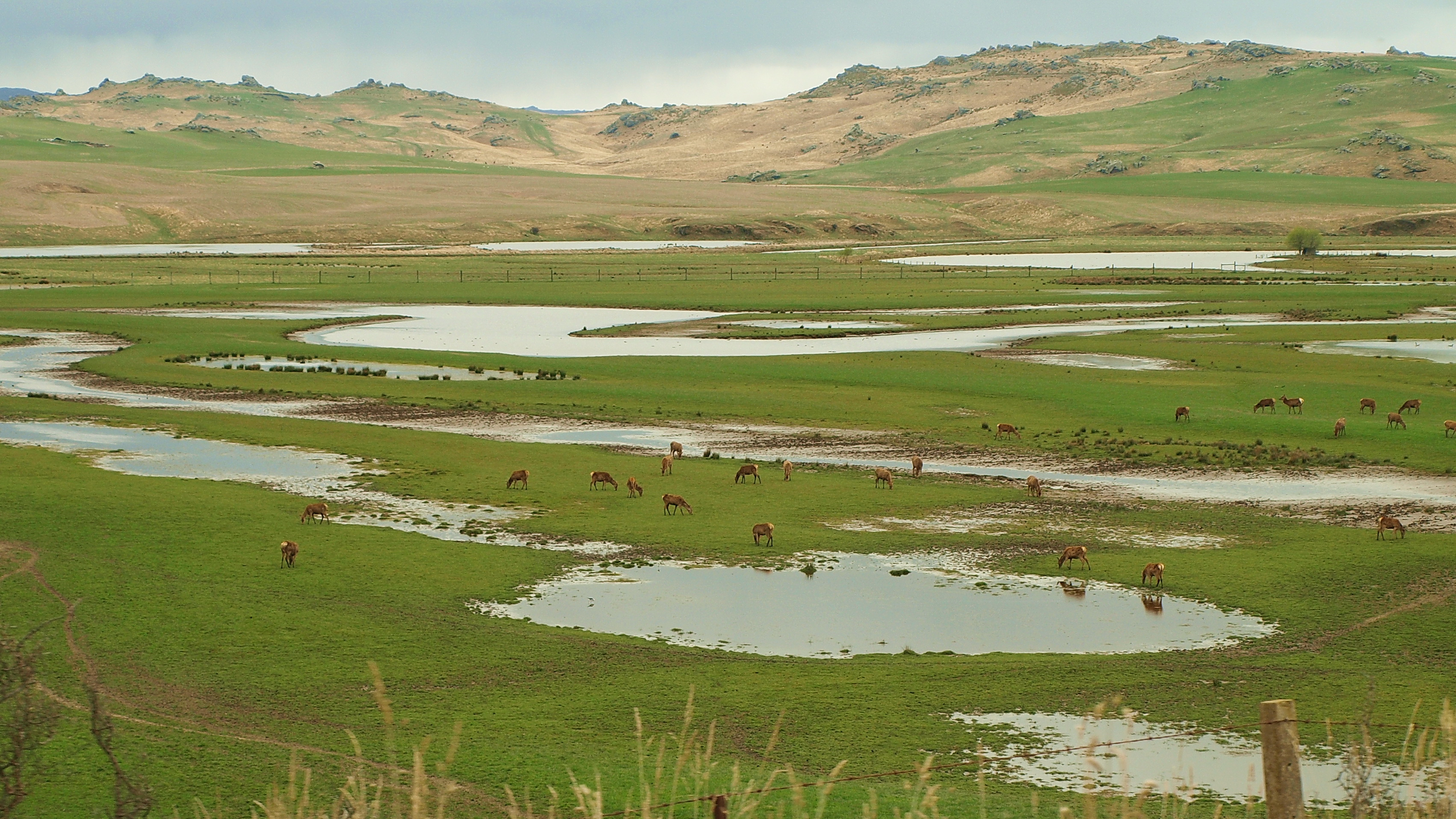

البحيرة القوسية هي بحيرة أو بركة هلالية (على شكل حرف U) تتشكل عندما يُقطَع تعرج عريض من النهر، ما يؤدي إلى تكوين جسم مائي قائم بذاته.

## الأسماء
- الصراة[2] أو البحيرة القوسية[3][4][5] أو البحيرة الهلالية[2][3] أو البحيرة المقوسة[3] أو البحيرة الانعطافية[3] أو البحيرة المقتطعة[3][5][6] أو البحيرة الحدوية[3] أو البحيرة المنقطعة[7][8] أو الكوع المهجور[6]

## وصلات خارجية
•https://web.archive.org/web/20070312145458/http://rst.gsfc.nasa.gov/Sect17/Sect17_4.html